# Joan d'Eimeric i Saplana
Joan d'Eimeric i Saplana   (1455 - 1517), lloctinent general de Mallorca (1493-1512). Va ser el fill i successor de Joan Berenguer d'Eimeric, segon baró de Rubinat i Sant Antolí. Serví el rei Ferran el Catòlic a Sicília.

## Biografia

### Les lluites de bàndols
El maig de 1493 va ser nomenat lloctinent general de Mallorca amb la instrucció de posar remei a la greu crisi política que patia l'illa, deguda a les lluites entre les faccions nobiliàries, però també al creixent descontent dels sectors populars (menestrals i pagesos). Pocs anys abans s'havia produït el conflicte entre els Espanyol i els Armadams a Sant Francesc. Ferran el Catòlic aprofità el moment per imposar la seva política de redreç. Envià el jurista Jeroni Albanell i Dalmau amb poders especials per investigar els fets, empresonar els culpables i destituir el governador Ximen Pérez Escrivà de Romaní. El rei conferí a Joan d'Eimeric poder per nomenar algutzirs, per aturar els abusos de les autoritats i per solucionar el greu litigi que enfrontava l'oligarquia urbana terratinent i censalista amb els pagesos forans.

### El redreç
D'acord amb la política de redreç de Ferran el Catòlic, intentà acabar amb l'atorgament de franquícies tributàries i amb el problema del deute de les universitats foranes. El 1495 creà una comissió de redreç i, a partir de 1499, va intentar que s'aplicàs la Pragmàtica de Granada, destinada a amortitzar el deute públic. Però el suport del poble de Mallorca no li va ser suficient, i l'oligarquia urbana aconseguí que fos suspès del seu càrrec i cridat a la Cort (1502). Mentrestant el seu germà Jordi Miquel d'Eimeric i Saplana resta a l'illa com a lloctinent.

### L'oposició de l'oligarquia al programa reformista
Com és lògic aquest programa reial reformista trobà l'oposició tancada dels grups que es beneficiaven de la situació i Joan d'Eimeric fou acusat pels jurats, amb el pretext que els eliminava els antics privilegis, d'extralimitar-se en les seves funcions. Les pressions a la cort foren moltes i tengueren un cert èxit. El 17 d'agost de 1502 se suspengué el lloctinent general del seu càrrec i se li ordenà que es dirigís a la cort, mentre la lloctinència interina passà al seu germà Jordi Miquel d'Eimeric i Saplana. El 9 de febrer de 1505 hi hagué un gran conflicte en el Gran i General Consell entorn de la suplicació presentada pel síndic forà Eusebi Santandreu que relatava la destrucció de la Part Forana a causa dels bandolers. Tot plegava anava contra la política de Joan d'Eimeric i la política de redreç del rei Ferran, en particular contra la pragmàtica de Granada de 1499.

### Pestes i pirates
D'altra banda, just arribat a l'illa hagués de fer front a les greus dificultats provocades per la pesta d'en Boga. Amb la finalitat de fer front al problema s'instal·là a Sóller on organitzà el proveïment del blat i d'altres queviures. El 1494 anà a Pollença, on havia rebrotat la pesta, i hi romangué fins al setembre, quan finí el contagi.
Hagué de fer front a nombroses incursions de pirates i corsaris berberiscs, com la de 1509 contra Cabrera. També hagué de fer front a les lluites entre els bàndols nobiliaris i als bandejats. El 1512 fou rellevat del seu càrrec per Miguel de Gurrea i Cerdan i fou nomenat batlle general de Catalunya. Els greus conflictes que s'apuntaren durant la seva regència no tan sols no varen ser solucionats, com intentava la política d'equilibri de Ferran el Catòlic, sinó que s'agreujaren fins a l'esclat pocs anys després de les Germanies.